# Manicouagan
För andra betydelser, se Manicouagan (olika betydelser).
Manicouagan är en flod i den kanadensiska provinsen Québec. Floden sträcker sig 560 km mellan källan i nordöstra Québec och utflödet i Saint Lawrencefloden i närheten av Baie-Comeau i söder. På vägen passerar floden flera vattenkraftverk och Manicouaganreservoaren kring René-Levasseur-ön.
Flodens namn tros komma från innuindianernas språk och betyda: "där man finner bark".